# Porphyrio kukwiedei
Porphyrio kukwiedei foi uma espécie de ave da família Rallidae.
Foi endémica da Nova Caledónia.
Foi extinto devido à perda de habitat.